# Así es mi vida
Así es mi vida è il sesto album della Banda Bassotti.

## Il disco
Le canzoni di questo album sono tutte canzoni popolari rifatte dalla Banda Bassotti, tranne Así Es Mi Vida, per la quale la Banda Bassotti ha composto la musica prendendo il testo di Pablo Neruda.

## Tracce
1. Guantanamera – 4:24 (J. Marti)
2. Qué Linda Es Cuba/Cuba Sí, Yanqui No – 3:32 (E. Saborit)
3. Nicaragua Nicaragüita – 3:48 (C. M. Godoy)
4. Gracias A La Vida – 3:21 (V. Parra)
5. El Pueblo Unido Jamás Será Vencido – 3:50 (Quilapayún - S. Ortega)
6. Sam Song – 3:14 (G. O'Glacain)
7. Go On Home British Soldiers – 4:01 (T. Skelly)
8. El Quinto Regimento – 2:57 (Tradizionale)
9. El Paso Del Ebro – 2:26 (Tradizionale)
10. Arbeitsloser Marsch – 2:18 (M. Gebirtig)
11. Stalingrado – 3:44 (Fiori - Leddi)
12. Fischia il vento – 2:03 (M. Blanter - F. Cascione)
13. Poliouchka Polie – 2:53 (S. V. Guseva)
14. Procesò – 3:56 (V. Torrent - E. Parra)
15. Yup La La – 2:56 (E. Etxamendi)
16. Así Es Mi Vida – 4:01 (A. Conti - P. Neruda)
17. Figli Dell'Officina – 2:11 (Tradizionale)
18. Holiday In Ramallah – 1:03 (K. Arkarazo)

## Formazione
- Angelo "Sigaro" Conti – chitarra, voce
- Gian Paolo "Picchio" Picchiami – voce
- Fabio "Scopa" Santarelli – chitarra e cori
- Peppe – batteria
- Michele Frontino – basso
- Francesco "Sandokan" Antonozzi – trombone
- Stefano Cecchi – tromba
- Sandro Travarelli – tromba
- Maurizio Gregori – sax
- David Cacchione – manager
- Luca Fornasier – road manager – booking